# Margarethe von Flindt
Margarethe von Flindt (26. Oktober 1880 in Peterwardein – nach 1902) war eine österreichische Theaterschauspielerin.

## Leben
Flindt entstammte einer österreichisch-ungarischen Offiziersfamilie und widmete sich aus Liebe zur Kunst der Theaterlaufbahn. Sie trat 1898 in die Schauspielschule des Wiener Konservatoriums und fiel schon bei den Schauspielvorstellungen dieses Instituts durch die Anmut ihrer Erscheinung, ihr sympathisches Organ und den ungezwungenen leichten Konversationston als „Parthenia“ in Sohn der Wildnis angenehm auf, so zwar, dass sie zu Ende des zweiten Jahrgangs zu einem Probespiel am Hofburgtheater geladen und auch engagiert wurde.
Als „Gräfin Anna“ in Magnetische Kuren trat sie zum ersten Mal als Mitglied des Instituts auf.
Ihre Veranlagung wies sie auf das Rollenfach der Salondamen. Gleich im Anfang ihrer Burgtheatertätigkeit machte sie sich als „Ida“ in den Journalisten sowie als „Edith v. Stauff“ in Fee Caprice angenehm bemerkbar.
Ihr Lebensweg nach 1902 ist unbekannt. Sie wurde aber 1905 noch unter den Hofschauspielern geführt.